# 6022 Jyuro
6022 Jyuro este un asteroid din centura principală de asteroizi.

## Descriere
6022 Jyuro este un asteroid din centura principală de asteroizi. A fost descoperit pe 26 octombrie 1992 la Kitami de Kin Endate și Kazuro Watanabe. El prezintă o orbită caracterizată de o semiaxă mare de 2,24 ua, o excentricitate de 0,06 și o înclinație de 4,6° în raport cu ecliptica.